# We Are Young Money
We Are Young Money è il primo album realizzato in collaborazione dagli artisti dell'etichetta Young Money Entertainment.
L'album è stato pubblicato il 21 dicembre 2009, e comprende brani musicali interpretati fra gli altri da Short Dawg, Lloyd, Gucci Mane, Tyga, Nicki Minaj e Birdman, mentre Lil Wayne partecipa a tutti i brani dell'album, tranne Girl I Got You.

## Tracce
1. Gooder - (Jae Millz, Lil'Wayne, Gudda Gudda & Mack Maine) - 4:26
2. Every Girl - (Lil Wayne, Drake, Jae Millz, Gudda Gudda & Mack Maine) - 5:13
3. Ms. Parker - (Lil Wayne, Mack Maine & Gudda Gudda) - 5:19
4. Wife Beater - (Lil Wayne, Jae Millz, Tyga & Mack Maine) - 4:43
5. New Shit - (Gudda Gudda, Lil Wayne, Jae Millz & Mack Maine) - 3:31
6. Pass the Dutch - (Lil Wayne, Gudda Gudda, Short Dawg & Drake) - 5:06
7. Play In My Band - (Lil Wayne, Shanell) - 5:23
8. Fuck da Bullshit - (Nicki Minaj, Birdman, Gudda Gudda, Lil Wayne & Drake) - 3:07
9. BedRock - (Lil Wayne, Gudda Gudda, Lloyd, Nicki Minaj, Drake, Tyga & Jae Millz) - 4:48
10. Girl I Got You - (Lil Twist & Lil Chuckee) - 3:19
11. Steady Mobbin - (Lil Wayne & Gucci Mane) - 5:12
12. Roger That - (Nicki Minaj, Tyga, Lil Wayne & Lil Wodie) - 3:13
13. She is Gone - (Lil Wayne, Jae Millz, T-Streets & Gudda Gudda) - 3:52
14. Streets is Watchin - (Lil Wayne, Gudda Gudda, T-Streets, Jae Millz & Nicki Minaj) - 3:42
15. Finale - (T-Streets, Gudda Gudda, Jae Millz, Tyga, Lil Chuckee, Lil Twist, Nicki Minaj, Shanell, Mack Maine, Drake & Lil Wayne) - 5:31

## Classifiche
| Classifica (2008)      | Posizione più alta |
| ---------------------- | ------------------ |
| Stati Uniti            | 9                  |
| Top R&B/Hip-Hop Albums | 3                  |
| Top Rap Albums         | 1                  |